# Lidečko
Lidečko (en allemand : Lideczko, de 1939 à 1945 : Klein Litsch) est une commune du district de Vsetín, dans la région de Zlín, en République tchèque. Sa population s'élevait à 1 819 habitants en 2020.

## Géographie
Lidečko est arrosée par la Senice et se trouve à 16 km au sud-sud-est de Vsetín, à 29 km à l'est de Zlín, à 71 km au sud-sud-ouest d'Ostrava et à 278 km à l'est-sud-est de Prague.
La commune est limitée par Lužná au nord, par Francova Lhota à l'est, par Horní Lideč au sud et par Lačnov à l'ouest.

## Histoire
La première mention écrite du village date de l'année 1424.